# Orculella astirakiensis
Orculella astirakiensis is een slakkensoort uit de familie van de Orculidae. De soort is endemisch op Kreta in Griekenland.
De wetenschappelijke naam Orculella astirakiensis is voor het eerst geldig gepubliceerd in 2004 door Gittenberger & Hausdorf.